# Ensō
Ensō (jap. 円相 ensō; także: 一円相（ichiensō), 円相図 (ensōzu) – (1) nauczanie Buddy, słowa Buddy; (2) w kaligrafii buddyzmu zen okrąg napisany jednym pociągnięciem pędzla, symbol pokazujący oświecenie tkwiące w ludzkim umyśle absolutnej i niegraniczonej rzeczywistości, reprezentuje mentalność doskonałą.

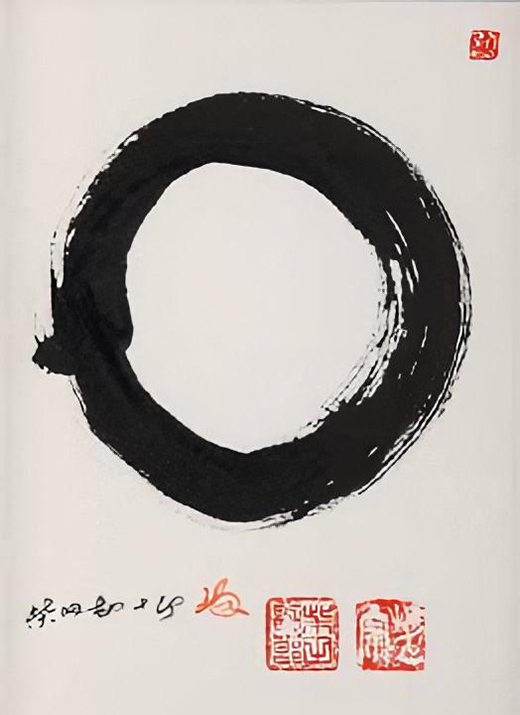
Ensō wykaligrafowane przez mistrza łucznictwa, Kanjūrō Shibata XX (1921–2013)

Ensō

W Japonii uważa się, że charakter artysty można łatwo rozpoznać po tym w jaki sposób kaligrafuje on ensō. Buddyści zen wierzą, że tylko osoba na wysokim poziomie rozwoju psychicznego i duchowego może je wykreślić właściwie.
Otwarte ensō może wyrażać ideę, że nie jest oddzielone od wszystkiego, co jest; jest raczej częścią czegoś większego. Może również mówić o niedoskonałości jako istotnym i nieodłącznym aspekcie naszej egzystencji. Ensō może być otwartym kręgiem pustki, w którym jaźń wpływa i wypływa, pozostając w centrum lub może być zamknięte i wyrażać mandalę lub kosmogram. Pozostawienie otwartego ensō jest jak pozostawienie miejsca na przepływ ducha do i z kręgu pustki, pozwalając mu oddychać. Oddech i pustka są niezbędnymi składnikami medytacji, kontemplacji i tworzenia życia duchowego.